# جاك كيني (شخصية أعمال)
جاك كيني (بالإنجليزية: Jack Keane)‏ هو شخصية أعمال أمريكي، ولد في 1 فبراير 1943 في نيويورك في الولايات المتحدة.

## وصلات خارجية
- جاك كيني على موقع IMDb (الإنجليزية)
- جاك كيني على موقع إن إن دي بي (الإنجليزية)